# Штеффен Дрізен
Штеффен Дрізен (нім. Steffen Driesen, 30 листопада 1981) — німецький плавець.
Призер Олімпійських Ігор 2004 року, учасник 2000 року.
Призер Чемпіонату світу з водних видів спорту 2001 року.
Призер Чемпіонату Європи з плавання на короткій воді 2003 року.